# Leroy Colquhoun
Leroy Colquhoun, född den 1 mars 1980, är en jamaicansk friidrottare som tävlar i kortdistanslöpning och häcklöpning.
Colquhoun främsta meriter har kommit i stafett. Vid inomhus-VM 2003 var han med i laget på 4 x 400 meter som slutade på andra plats efter USA. Vid inomhus-VM 2004 blev han tillsammans med Greg Haughton, Michael McDonald och Davian Clarke världsmästare på 4 x 400 meter.

## Personligt rekord
- 400 meter - 45,50
- 400 meter häck - 48,79